# Lee Eun-jung
Lee Eun-jung (* 21. April 1981) ist eine südkoreanische Langstreckenläuferin, die sich auf den Marathon spezialisiert hat.
2004 siegte sie beim Seoul International Marathon in ihrer persönlichen Bestzeit von 2:26:17 h. Beim Marathon der Olympischen Spiele in Athen kam sie auf den 19. Platz. Ihr Trainer in Athen war Oh Jungseok.
2005 stellte sie als Zweite beim Berliner Halbmarathon mit 1:11:15 h ihren persönlichen Rekord über diese Distanz auf. Beim Halbmarathon der Universiade gewann sie in diesem Jahr Gold und beim 5000-Meter-Lauf der Asienmeisterschaft Silber.
Im Herbst 2007 gewann sie den JoongAng Seoul Marathon in 2:29:32. Exakt mit der gleichen Zeit wurde sie 2008 Fünfte beim Seoul International Marathon. Beim Marathon der Olympischen Spiele in Peking belegte sie den 25. Platz.